# Гедеш, Луис
Луис Энрике Гедеш (порт.-браз. Luiz Enrique Guedes; род. 22 мая 1999) — бразильский футболист, нападающий мальтийского клуба «Хибернианс».

## Карьера
Воспитанник клуба «Гуарани» Кампинас. Футбольную карьеру начал в 2018 году в составе клуба «Оэсте Паулиста».
Летом 2018 года на правах полугодичной аренды перешёл в «СЕ Итапиренсе».
Летом 2019 года перешёл в бразильский клуб «XV ноября» Жау.
Летом 2020 года на правах аренды перешёл в «Гремио Сорризу».
В начале 2022 года подписал контракт с казахстанским клубом «Ордабасы». 5 марта 2022 года в матче против клуба «Мактаарал» дебютировал в казахстанской Премьер-лиге.

## Достижения
«Ордабасы»
- Обладатель Кубка Казахстана: 2022

## Клубная статистика
| Игровая карьера | Игровая карьера | Игровая карьера | Лига | Лига | Кубок | Кубок | Межд. | Межд. | Др. | Др. |
| --------------- | --------------- | --------------- | ---- | ---- | ----- | ----- | ----- | ----- | --- | --- |
| 2020            | Гремио (Озаску) | ?               | 7    | 0    | —     | —     | —     | —     | —   | —   |
| 2022            | Ордабасы        | А               | 24   | 1    | 7     | 4     | —     | —     | —   | —   |
| 2023            | Аксу            | А               | 8    | 0    | 1     | 0     | —     | —     | —   | —   |
| 2023            | Экибастуз       | Б               | 2    | 0    | —     | —     | —     | —     | —   | —   |
| 2023/24         | Хибернианс      | А               | 6    | 0    | —     | —     | —     | —     | —   | —   |